# Alárendelő összetett mondat
Az alárendelő összetett mondat a mondattan egyik nagy kategóriája a mellérendelő összetett mondatok mellett. Az alárendelő mondatok két tagmondatból állnak: a főmondatból és a mellékmondatból. Az alárendelő összetett mondatoknak a fajtái: alanyi, tárgyi, jelzői, határozói és állítmányi. A mellékmondat a főmondat valamely összetevőjét fejezi ki mondat formájában. Emiatt nevezi a szakirodalom a mellékmondatot álmondatnak: funkcióját tekintve mondatrész értékű, formailag azonban mondat alakú – ez sok esetben nem valósul meg így.

## Történeti változások

### A 19. század
A korszak első felében a használatukban jelentkeztek a változások. A reformkorban a rövidség eszményítése a mellékmondatos szerkezetek kerülését tette szükségessé, helyette elsősorban a főnévi igeneves vagy egyéb sűrített igeneves szerkezeteket használtak. Ugyanezt a tendenciát folytatta a főmondat hiánya is a függő beszédben. Ebben az időszakban kísérletek történtek a hogy kötőszó gyakori használatának elkerülésére is. Erre több megoldást találtak: egyrészt a mellékmondat elhagyását, másrészt a mellékmondat éléről a kötőszó elhagyását, harmadrészt a hogy kötőszó kicserélését a miképp(en), miként, miszerint kötőszavakra – ezek közül ma már csak a miszerint használatos.
A főnévre vonatkozó névmások tekintetében már a 19. század elején a mai gyakorlat volt jelen, ingadozást elsősorban a nem személyre vonatkozó (a)ki alkalmazásában figyelhető meg. A beszélt nyelv hatására ekkor kezd el elterjedni az ami az amely helyett, valamint a vonatkozói határozószói mondatbevezetők (abban a házban, ahol…) a helyet, időt, módot kifejező előtagok esetében.
Az időhatározói míg kötőszó a megfelelő jelentésű összetett mondatokban ellentétes, olykor megengedő értelmet kap. Ez a változás megfelel annak a folyamatnak, amely az alárendelést a mellérendelés felé viszi, valamint mutatja a időhatározás → megengedés változást, és rámutat az ellentét és a megegyezés rokonságára. A miután időhatározói kötőszó okhatározói használatának erőteljes elterjedése a szabályos időhatározás → okhatározás kognitív folyamatát jelzi.
A korszak első felében használatos volt több olyan kötőszó is, amelyek mára már kikoptak a használatból. Ezek a hahogy, minkéntha, midőn kötőszavak.
Terjedőben van az alárendelő kötőszók önálló tagmondatként történő használata sajátos grammatikai és stilisztikai szerepben. A legjellegzetesebb, már ma is meglévő forma, a következményes hogy ilyen alkalmazása, főleg a beszélt nyelvben.
Az utalószók használatának megítélésében is változást hozott a nyelvújítás: ahol lehetett, elhagyták. Ezzel ellentétes folyamat a fokhatározói összetett mondatokban figyelhető meg, valamint az új típusú nyomatékos utalószó keletkezése (szintoly) is kivétel.

### A 20. század[2]
A 20. század többféle módosulást eredményezett az alárendelő összetett mondatok szintjén. Ez különösen az írott nyelvi adatok vizsgálatakor érzékelhető. Ennek a változásnak a legerősebb forrása az, hogy a beszélt nyelv egyre nagyobb hatást gyakorol az írott nyelvre. Ismételten megjelent a rövidség stíluseszménye, a rövidebb közlésmódok, amelyek a gyorsabb nyelvi érintkezést teszik lehetővé. Ez változási univerzálénak tekinthető.
Ez a fajta hatásgyakorlás érdekes kettősséget hozott az alárendelő összetett mondatok szintjén: visszatérést az igeneves szerkezetek gyakori alkalmazásához, de emellett gyakoribbá váltak a redundáns és a kevésbé szabályos szerkesztésmódok. Észrevehető tendencia maradt az, hogy a szabad függő beszédben a főmondat továbbra is elhagyásra kerül.
Az alárendelés mellérendelésbe való behatolását mutatja az álcélhatározói mondatok megjelenése is. Ezek a mondatok formailag célhatározóiak, ám a lehetséges interpretációikat tekintve mellérendelő kapcsolatos vagy ellentétes viszonyokat mutatnak.
Az utalószók, amelyek mély hangrendű mutató névmássá grammatizálódtak, egy sajátos helyzetben, ha a tagmondategyüttesnek elvi, általánosító tartalmú vagy affektív jellege van, és a főmondat a mellékmondat után áll, újra magas hangrendű is lehet. Ez látható a következő mondatban is: Hogy az élet nem könnyű, ezt mindannyian érezzük.

## Az alárendelő mondatról

### Belső szerkezete
Megegyezik az egyszerű mondatéval, azzal a kivétellel, hogy a szokásos mondatszerkezetet az alárendelő kötőszó megelőzi. Ez az alárendelő kötőszó (például a hogy) azt a célt szolgálja, hogy jelöltté tegye, hogy a mondat egy fölérendelt mondat egyik összetevője. A vonatkozó névmási kötőszó emellett az alárendelt mondat valamely bővítményi vagy módosítói elemének szerepét tölti be.

### Szerepe a főmondatban
A főmondatban betöltött szerepét kétféleképpen fejezhetjük ki.
A határozói mellékmondatok esetében maga a kötőszó is alkalmas arra, hogy jelölje a mellékmondat funkcióját. A mihelyt, amikor, amint kötőszavak időhatározói mellékmondatot vezetnek elő (1.). A főmondatban leírt eseménnyel, állapottal ellentétes, de azt megakadályozni nem tudó körülményt az ámbár és a noha kötőszavakkal tudjuk kifejezni (2.). A ha a főmondatban leírt esemény, állapot feltételét adja meg (3.), míg a mivel annak okát jelöli (4.).
Példák:
1. Amikor gimnáziumba járt, szerette a földrajzot.
2. Noha nem szerette a földrajzot, mindig jó jegyet kapott belőle.
3. Ha jó a tanár, meg tudja szerettetni a tantárgyát.
4. Mivel nagyon jó tanára volt, szerette a földrajzot.[3]

A tartalmas kötőszókkal nem csak az alárendelő mondat határozói funkcióját tudjuk kifejezni. A főmondati fókusz- és kvantorpozíciókban teljes tagmondat számára nincs hely – ezért ilyen esetben az alárendelt mondatot egy olyan határozószói kifejezés alá kell beágyaznunk, melynek alaptagja az alárendelt mondattal azonos funkciójú névmás. A névmás fogja majd a tagmondatot képviselni a főmondat megfelelő pozíciójában.

## Az alárendelő összetett mondatok grammatikai szervezésében részt vevő kategóriák[4]

### Az alaptag
A főmondatbeli alaptag az első. Ennek kötött vagy szabad bővítményét képviseli a mellékmondat. Az alaptag szófaja mellékmondat-típusonként változhat, az alaptag és a mellékmondat viszonya megfelel a szintagmaviszonyoknak. A főbb szófaji csoportok a következők: ige, igenév, főnév, melléknév, határozószó – ritkábban a névmások is ide tartoznak.

### Az utalószó
Az utalószó is részt vesz az alárendelő összetett mondatok grammatikai szerveződésében. A főmondatban egy szemantikailag üres mutató névmás vagy mutató névmási határozószó képviseli a mellékmondatot. Az utalószó téma (topik), fókusz vagy neutrális helyzetben egyaránt állhat.
Az utalószó törölhető a főmondatból, illetve rejtve is maradhat. Leggyakrabban az utalószóhiány az alanyi és a tárgyi mellékmondatok körében fordulhatnak elő. Ez összefügghet azzal, hogy a két eset specifikus: az alany és a tárgy az ige elsődleges vonzatstruktúráját alkotja. A törölhetőségre lehetőséget ad az igei alaptag határozott ragozása által létrejött grammatikai többletinformáció a tárgyi tagmondategyüttesekben, valamint az alanyiak esetében a főmondatok értékelő jellege miatt. A jelzői típusú mondatokban is jelentős az utalószóhiány, ennek más okai vannak, mint a fenti két esetben. A határozói vonzat esetében azonban sosem törölhető az utalószó.
- Pl. tárgyi mellékmondat: Nem engedem (azt), hogy leugorj a legmagasabb trambulinról.
- Pl. alanyi: Igaz (az), már régen láttuk egymást. Jó (az), hogy itt vagy.
- Pl. határozói: A kisfiú számított (arra), hogy elviszik az Állatkertbe.

### A kötőszó
A kötőszó is szerves eleme az alárendelő összetett mondatoknak. Ez a mellékmondatnak a főmondattól való függését mutatja. A kötőszóknak négy fő csoportja van:
- a tartalmatlan (általános, szemantikus) hogy kötőszó;
- a vonatkozó névmási kötőszó;
- a vonatkozó határozószói kötőszó;
- egyéb kötőszó: jóllehet, bár, etc.

A mellékmondat kötőszó nélkül is követheti a főmondatot, ez a kötőszóhiány tipikusan a tartalmatlan hogy kötőszós mondatokat érinti. Emellett azonban az is előfordulhat, hogy a mellékmondatot nem egy, hanem két alárendelő kötőszó vezeti be. Ez az alábbi esetekben szokott előfordulni:
1. Szintváltó típus: a relatív főmondatba ékelődik be egy (másodlagos) mellékmondat
  - Biztos, hogy(,) ha megtehetném, megtenném
2. Szinttartó típus: többnyire a hasonlítással kapcsolatban fordul. Két altípusa van:
  - Ellipszis: egy tagmondat kimarad, csak a kötőszó reprezentálja. Pl. Jancsi gazdája bőg, mint [ahogy az bőg,] aki megbőszült
  - A mint nem képvisel törölt mellékmondatot, hanem a párhuzamos szerkesztésű vonatkozó mondatokban amúgy is meglévő hasonlító jelentésárnyalatot teszi explicitté. Ilyenkor a két kötőszó közül bármelyik törölhető a mondat jelentésváltozása nélkül. Pl. Anna éppen olyan kedves, mint amilyen az édesanyja volt. A fenti jelenséget a példamondat kétféleképpeni átalakítása is bizonyítja: Anna éppen olyan kedves, mint az édesanyja volt. Anna éppen olyan kedves, amilyen az édesanyja volt.

A tartalmatlan hogy kötőszós mondatok nagyon fontos csoportot alkotnak az alárendelő összetett mondatok rendszerében, ugyanis jellemző, hogy a főmondatbeli alaptag által megteremtett tartalmi keretet a mellékmondat teljes egészében kitölti. Így erre a szerkezetre a tartalomkifejezés, vagyis a lényegi tartalomadás jellemző – szembeállítva a vonatkozó mondatok a mellékes (részleges) tartalomadásával.
Az utalószó és a kötőszó több mellékmondattípusban kapcsolatban állnak egymással: annyira-amennyire, annyival-amennyivel, annál-minél, azóta-mióta, etc. Ezeket a kapcsolódó párokat a hasonlító jelentésű mondatokban találhatjuk meg.

## A tagmondatok sorrendje
A tagmondatok sorrendjének három alapvető előfordulási lehetősége van:
- a főmondat-mellékmondat sorrend, pl. Nagyon örülök, hogy láthatom Magát.
- a mellékmondat-főmondat sorrend, pl. Ha nagyon rossznak találja a cikket, ne fordítsa le!
- a főmondatba ékelt mellékmondat, pl. A referátum szövegét, amelyet elküldtem a tanárnak, tegnap visszakaptam.
Ezek a sorrendek jellemzők lehetnek az egyes mellékmondattípusokra, és nem függetlenek azok kialakulásától sem.
- A tartalmatlan hogy kötőszósok (vagyis a tartalomkifejtők) többnyire főmondat-mellékmondat sorrendben állnak.
- A vonatkozók mindhárom megvalósulási formát mutatják.
A tipikustól eltérő tagmondat-sorrend a grammatikai változások eredménye lehet.

## Az alárendelő összetett mondatok rendszere
Az alábbi táblázatban összefoglaló jelleggel láthatjuk az alárendelő összetett mondatok rendszerét a tipikus kapcsolóelem (tehát kötőszó) és a tipikus szerkesztésmód szerint.
| Tipikus kapcsolóelemek (kötőszó)                                | Tipikus kapcsolóelemek (kötőszó)                                | Tipikus szerkesztésmód                                         | Tipikus szerkesztésmód                                         |
| hogy kötőszó és vonatkozó névmási kötőszó                       | hogy kötőszó és vonatkozó névmási kötőszó                       | I. Nem bővítményt kifejtő mellékmondat állítmányi mellékmondat | I. Nem bővítményt kifejtő mellékmondat állítmányi mellékmondat |
|                                                                 |                                                                 | II. Kötött bővítményt kifejtő mondatok                         |                                                                |
| 1. alanyi mellékmondat                                          |                                                                 |                                                                |                                                                |
| 2. állítmányi mellékmondat                                      |                                                                 |                                                                |                                                                |
| 3. kötött határozói mellékmondat                                |                                                                 |                                                                |                                                                |
| speciális kötőszó                                               | speciális kötőszó                                               | 4. hasonlító határozói mellékmondat                            | 4. hasonlító határozói mellékmondat                            |
|                                                                 |                                                                 | III. Nem kötött (szabad) bővítményt kifejtő mellékmondatok     |                                                                |
| hogy kötőszó és vonatkozó névmási kötőszó                       | hogy kötőszó és vonatkozó névmási kötőszó                       | 1. jelzői mellékmondat                                         | 1. jelzői mellékmondat                                         |
| hogy kötőszó és vonatkozó névmási kötőszó                       | hogy kötőszó és vonatkozó névmási kötőszó                       | 2. célhatározói mellékmondat                                   |                                                                |
| vonatkozói határozó(szói) névmás (vonatkozó névmási határozószó | vonatkozói határozó(szói) névmás (vonatkozó névmási határozószó | 3. helyhatározói mellékmondat                                  | 3. helyhatározói mellékmondat                                  |
|                                                                 |                                                                 | 4. időhatározói mellékmondat                                   |                                                                |
| 5. számhatározói mellékmondat                                   |                                                                 |                                                                |                                                                |
| 6. állapothatározói mellékmondat                                |                                                                 |                                                                |                                                                |
| 7. módhatározói mellékmondat                                    |                                                                 |                                                                |                                                                |
| 8. fokhatározói mellékmondat                                    |                                                                 |                                                                |                                                                |
| speciális kötőszó                                               | speciális kötőszó                                               | 9. okhatározói mellékmondat                                    | 9. okhatározói mellékmondat                                    |
|                                                                 |                                                                 | IV. Szemantikai többlettartalmat hordozó mellékmondatok        |                                                                |
|                                                                 | Mondatrészkifejtéssel párosulva                                 | Mondatrészkifejtéssel párosulva                                | Mondatrészkifejtéstől elszakadva                               |
| vegyes kötőszók                                                 | 1. hasonlító                                                    | 1. hasonlító                                                   | 1. hasonlító                                                   |
|                                                                 | 2. következményes                                               | 2. következményes                                              | 2. következményes                                              |
| 3. feltételes                                                   | 3. feltételes                                                   | 3. feltételes                                                  |                                                                |
| 4. megengedő                                                    | 4. megengedő                                                    | 4. megengedő                                                   |                                                                |

## A mellékmondatok típusai
A mellékmondatok az alárendelő összetett mondatok tagmondatai. A kötőszavai és a szerkesztésének módja alapján több típust különböztetünk meg.

### Nem bővítményt kifejtő mellékmondat

#### Állítmányi mellékmondat[7]
Az állítmányi mellékmondat a főmondat névszói-(igei) állítmányának névszói részét fejezi ki. Ez a főmondatban tartalmilag üres utalószóként van jelen, tehát a mellékmondat mindig a formaszónak ad lényegi vagy mellékes tartalmat. Az állítmányi mellékmondatok így hogy kötőszósak vagy vonatkozó névmási kötőszósak is lehetnek. Az állítmány típusának megfelelően a mellékmondat lehetnek azonosítók vagy minősítők. Ez utóbbi alfajaként tartjuk számon a tulajdonító állítmányi mondatokat.
Példák:
- A könyv azé, aki éppen olvassa.
- A ház olyan, hogy mindjárt összedől.
- A barátom az, aki mindig kiáll mellettem.

### Kötött bővítményt kifejező mellékmondatok

#### Alanyi mellékmondatok[8]
Az alanyt az igei állítmány vonzatának tekintjük, tehát az alanyi mellékmondat kötött szerkesztésmódú. Alapvetően két fajtájuk van:
Tartalomkifejtő hogy kötőszós
Alaptagjának, azaz a főmondati állítmány típusainak jellemzői:
- harmadik személyű, gyakran modális jellegű ige
- elvont jelentésű főnév
- értékelést kifejező melléknév

Az alaptagok jellegéből következik, hogy gyakran csak a mellékmondatokokhoz tartalmához való viszonyulást fejezik ki, modális jelleggel. Nagyon gyakran a főmondatok elliptikus jellegűek.
A hogy kötőszó gyakran törlődik – különösen gyakori ez a jelenség az alanyi függő kérdésekben és a felkiáltásokban.
Az utalószó jellemzően a főnévi mutató névmás. Ellipszis esetén melléknévi mutató névmás is állhat utalószóként. Az igei jellegű főmondatokban az utalószó az úgy.
Jellemző tagmondatsorrend mindig főmondat-mellékmondat.
Példák:
- Akkor az történt, hogy János megtalálta Juliskát.
- Az ötlet lehet, hogy jó, a kivitelezés viszont kevésbé.
- A kedvenc vázám kár, hogy eltörött.

Részleges tartalomátadó vonatkozó névmási kötőszós
Mivel részleges tartalmú, az alaptagjának nincsen kötöttsége. Kötőszava a főnévi vonatkozó névmás, ellipszis esetén előfordulhat melléknévi vonatkozó névmás is. Az utalószók ebben az esetben: az, azé, (redukált szerkezetben) olyan, annyi. A tagmondatsorrend ebben az esetben tetszőleges.
Példák:
- Nem éppen udvarias, ahogyan velem társalogsz.
- Soká lesz az még, hogy újra el tudok menni hozzátok.
- Annyi kell, amennyi van.
- Az érkezett meg, akit vártunk.
- Aki szépen énekel, az menjen versenyre.

#### Tárgyi mellékmondatok[9]
A tárgyi mellékmondat mindig kötött szerkesztésmódú, mivel vonzat. A fő- és mellékmondat jelentésviszonya alapján lehet:
Tartalomkifejtő, azaz hogy kötőszós
Az alaptagja szemantikailag jellemezhető, jelentéscsoportokba sorolható:
- mondás, közlés igéi: tud, (meg)ért, (meg)ismer, etc.
- érzelemmel, akarattal kapcsolatos igék: szeret, akar, kíván, etc.
- az érzékelés, észlelés igéi: (meg)lát, (meg)hall, tapasztal, etc.
- az általános cselekvésfogalom jelentéskörébe tartozó igék: tesz, végez, művel, etc.

Az alaptag jelentéséből több szerkesztési sajátosság is következhet:
- A kommunikáció során sokszor használt főmondatok elkopnak, a tényleges mondanivalójukat a mellékmondat hordozza. Pl. Tudod, nemrég olvastam a Harry Potter sorozatot.
- A 'közlés' jelentésmozzanatát tartalmazó alaptagok tárgyi mellékmondata ún. függő idézet. Pl. Nelli azt mondta, hogy holnap az esti vonattal érkezik Velencére.

A kötőszóval kapcsolatos jelenségek közül a legfontosabb a hogy kötőszó hiánya a mellékmondat élén. Az utalószó pedig tipikusan a főnévi mutató névmás tárgyragos alakja lesz. A tagmondatsorrendre főként a főmondat-mellékmondat sorrend jellemző, de az ellenkezője is előfordulhat.
Részleges tartalomadó, azaz vonatkozó névmási kötőszós
Alaptagja minden tárgyas ige lehet szemantikai megkötöttség nélkül. Kötőszava a vonatkozó névmás, míg az utalószava a főnévi mutató névmás. A tagmondatok sorrendje itt nem kötött: gyakran állhat a főmondat hátul.
Példák:
- Amire kértél, szívesen megteszem.
- Nem szeretem azt, ahogy Laci az apjával viselkedik.
- Amit ma megtehetsz, ne halaszd holnapra!

#### Kötött határozói mellékmondat[10]
Egy határozói összetevőt fejez ki mellékmondat formájában. A mellékmondati bővítménynek a szintagmabelihez képest vannak eltérő vonásai:
- nem minden vonzatos határozó fejezhető ki hogy kötőszós vagy vonatkozó névmási kötőszós mellékmondattal, pl. sötétben van
- a mondatrésszel megvalósuló bővítménynek mindig van alaki kitevője, pl. reménykedik a szerencséjében

A főmondat-mellékmondat konstrukciójában az utalószó feladata, hogy megmutassa a vonzat alakját, pl. Megelégszik azzal, hogy kevés a fizetése. Ezért ha az utalószó rejtve marad, akkor a vonzat alaki kitevője szintén rejtve van.

#### Hasonlító határozói mellékmondat[11]
Két cselekvést, tulajdonságot, mennyiséget egyenlőtlenül hasonlítunk össze. Alaptagja a középfokú melléknév, középfokú határozó, valamint egyes határozatlan névmások (más, egyéb). A kötőszói gyakran hiányoznak a főmondatból, ahogy gyakran az utalószók is rejtettek a mellékmondatban. A tagmondatsorrendje mindig főmondat-mellékmondat, ez sosem cserélhető fel.
Példák:
- A méz egészségesebb, mint a cukor.
- Péter két centiméterrel nagyobb, mint Pál.

### Nem kötött (szabad) bővítményt kifejtő mellékmondatok

#### Jelzői mellékmondat[12]
Ebben az esetben a főmondatnak egy jelzői jellegű összetevőjét fejti ki mellékmondat alakjában. Típusai a jelzős szintagmának megfelelőek: minőség-, mennyiség- és birtokos jelzői mellékmondatok léteznek.
A jelzői és értelmező jelzői mondatok fő- és mellékmondata között többféle jelentésviszony lehetséges
Részleges tartalomadó: vonatkozó névmási kötőszós
Ez a tipikus megvalósulási formája. Az ezzel bevezetett mellékmondat további kétféle módon kapcsolódhatnak az alaptagjukhoz: korlátozva vagy nem korlátozva az alaptag jelentését. A korlátozó mondatok esetében a mellékmondat lekorlátozza, szűkíti a főmondatbeli alaptag jelentéskörét – ezt a korlátozást a főmondatban az utalószó jelölheti. A nem korlátozó mellékmondatok esetében a főmondatbeli alaptag eleve korlátozott, a mellékmondatnak ezt már nem kell leszűkítenie.
Tartalomkifejtő: hogy kötőszós
Ezek a tagmondategyüttesek ritkábbak.

##### Minőségjelzői mellékmondat
Alaptagja lexikai vagy grammatikai főnév lehet., ez megjelenhet mind a két tagmondatban. Kötőszavuk lehet a hogy, illetve vonatkozó névmás is. Jellemző utalószavai az olyan, az, akkora, afféle. A tagmondatsorrendje főleg főmondat-mellékmondat, de gyakran beékelődhet a főmondatba az alaptagja után.

##### Mennyiségjelzői mellékmondat
Ez a típus csak részleges tartalmat fejt ki. Grammatikailag problémátlan. Korrelatív kötőszó és utalószó miatt gyakran hasonlító is lehet.

##### Birtokos jelzői mellékmondat
Tartalomkifejtő és részleges tartalomadó is lehet. Szerkesztésmódjuk kötött. Kötőszavuk a hogy, valamint a vonatkozó névmás. Az utalószavuk főnévi mutató névmás.

#### Célhatározói mellékmondat[13]
A főmondatbeli alaptagja ige vagy igenév, ehhez kapcsolódó összetevőt fejt ki. Egy részük kötött szerkesztésmódú, különösen a valamire való törekvést jelentő igékhez kapcsolódó mellékmondatok. A kötőszava a hogy vagy vonatkozó névmás, az utalószavai pedig az azért, avégett, avégre, de gyakran törlődik. Az ilyen mellékmondatok függő idézeteket is tartalmazhatnak. A tagmondatsorrendje jellemzően főmondat-mellékmondat, bár van példa az ellenkezőjére is.

#### Helyhatározói mellékmondat[14]
Az alaptagja ige (igenév), a mellékmondat ehhez kapcsolódó összetevőt fejez ki. A helyet kifejező mellékmondatokra jellemző az irányhármasság. Az egész tagmondategyüttes irányulását a főmondat szabja meg. Az ilyen mellékmondatok utalószava mutató névmási határozószó, kötőszavuk pedig vonatkozó névmási határozószó. A tagmondatsorrendjére az jellemző, hogy a mellékmondat elől és hátul álló helyzete egyaránt előfordulhat.

#### Időhatározói mellékmondat[15]
A főmondatbeli alaptagja ige vagy igenév, néha állítmányi szerepű melléknévhez főnévhez is kapcsolódhat az időhatározói mellékmondat. Ezek a mellékmondatok tartam-, előzmény- és véghatározóra különülnek el. Az időviszonyok az időhatározói mellékmondatokban a következőképpen alakulnak:
- Egyidejűség: a mellékmondat cselekvésének ideje egészben vagy részben egy időben zajlik a főmondatéval.
- Előidejűség: a mellékmondat cselekvése megelőzi a főmondat cselekvését.
- Utóidejűség: a főmondat cselekvése megelőzi a mellékmondat cselekvését.

#### Számhatározói mellékmondat[16]
Alaptagja ige vagy igenév lehet. Kötőszava mennyiséget jelölő vonatkozó, illetve határozatlan névmás, utalószava pedig az annyiszor. Nagyon erős a kötőszó-utalószó korreláció, így a tagmondategyüttes közvetítés nélkül válhat hasonlító jellegűvé. A tagmondatsorrend nagyon gyakran mellékmondat-főmondat.

#### Állapothatározói mellékmondat[17]
Kettős kötődésű: szintaktikailag a főmondat igei állítmányához kapcsolódó összetevőt fejti ki, alaptagja emiatt ige (igenév); emellett olyan személynek, dolognak az állapotát nevezi meg, amely a főmondatban egy névszói mondatrésszel, alannyal, tárggyal, ritkábban határozóval van kifejezve. A szűkebb értelemben vett állapothatározói mellékmondat belső-, külső-, valamint számállapotot nevez meg.
Utalószavai lehetnek: úgy, anélkül, ahelyett, amellett, azzal kapcsolatban. A kötőszavai pedig a hogy, ahogy, amint. Az állapothatározói mellékmondatnál a tagmondatsorrendek közül mint a három eset előfordulhat.

#### Módhatározói mellékmonda[18]
A főmondat igéjéhez (igenevéhez) kapcsolódó, a cselekvés módját megnevező összetevőt fejti ki ez a mellékmondatfajta. A tagmondategyüttes utalószavai az úgy, akképpen (akként), aszerint, anélkül; a kötőszavai pedig a hogy, ahogy, amint szavak lehetnek. Az utalószó mindig fókuszban áll, és csak ritkán marad rejtve.

#### Fokhatározói mellékmondat[19]
Ez az egyike azoknak a szabad bővítményeknek, amelyek a legtöbb szófajhoz kapcsolódhatnak, a fokhatározói mellékmondat alaptagja emiatt lehet ige (igenév), melléknév, valamint határozószó is.
Ez a mellékmondattípus a kötőszó-utalószó magas korrelatív kapcsolódása nélkül fejez ki hasonlítást – de a hasonlító határozóval ellentétben itt egyenlően történik meg a hasonlítás. Ez a művelet alapfokon és középfokon egyaránt működik.
Az utalószók és a kötőszók szabályos korrelációban állnak egymással: úgy-ahogy, annyira-amennyire, annyival-amennyivel, annál-minél. A tagmondatsorrend is rendszerint mellékmondat-főmondat. A mellékmondatok teljes szerkezetűek, nem hiányosak.
A következményes fokhatározói mellékmondat utalószavai az úgy, annyira, úgyannyira, olyannyira; kötőszava a hogy. A tagmondatsorrend pedig főmondat-mellékmondat.

#### Okhatározói mellékmondat[20]
Igéhez (igenévhez) kapcsolódó összetevőt fejez ki, ezek lehetnek az alaptagjai. Az okhatározói mellékmondat az oksági viszonyú mondatok egy tágabb csoportjába tartozik. Az ok-okozati/okozati-ok viszony más mondattípusokban is kifejezésre juthat – nem csak alárendelő, de mellékrendelő szinten is.
Akkor lesz alárendelő az oksági szerkezet, ha
- ok-okozat (mellékmondat-főmondat) sorrendű, pl. Mivel zuhog az eső, hazamegyünk.
- okozat ok (főmondat-mellékmondat) sorrendű, de a főmondatban utalószó van, pl. Zuhog az eső, tehát hazamegyünk.

Az utalószavai az azért, amiatt; kötőszavai a mert, mivel, minthogy, merthogy, mivelhogy, amiért. A kötőszóhasználata többnyire megoszlik aszerint, hogy elől vagy hátul álló tagmondatban használjuk.
A tagmondategyüttesek egy része kötött szerkezetű, ezeket a kötött határozói mondatokhoz számítjuk.

### Szemantikailag többlettartalmat hordozó mellékmondatok

#### A sajátos jelentéstartalmú mellékmondatok mondatrészkifejezéssel párosulva

##### Hasonlító mellékmondat[21]
A mondatrész-kifejezés, amelyre ráépült elsősorban az igéhez kapcsolódó állapot/mód/fokhatározás. Az elsődlegesen, veleszületetten hasonlító mondatok akcidenciafogalmakat kifejtő párhuzamos szerkezetű vonatkozó mondatok. Ezek a hasonlító mint kötőszó nélkül is képesek kifejezni a hasonlítást.
Az ilyen típusú mondatok univerzális kötőszava a mint, ezt kombinálódhat további vonatkozó névmási és határozószói kötőszóval.

##### Következményes mellékmondat[22]
A főmondatban megnevezett fogalomnak, cselekvésnek, esetleg az egész mondat tartalmának következményét fejezi ki. Kötőszava a hogy, időhatározós mellékmondatokban a míg.

##### Feltételes mellékmondat[23]
Azt a feltételt nevezi meg, amelynek be kell következnie ahhoz, hogy a főmondatban foglaltak megvalósulhassanak. A mellékmondat és a főmondat között oksági viszony van: a mellékmondat okot, a főmondat okozatot tartalmaz. A feltételesség genetikusan az időhatározással függ össze. A feltételesség a szubsztanciafogalomnak kifejezéséhez kötődik.
Kötőszavai: ha, hogyha, amennyiben.

##### Megengedő mellékmondat[24]
A megengedés komplex jelentéskategória, amely több tényezőt foglal magába: ellentétet, ráhagyást, feltételezést és fonák oksági viszonyt.
Kötőszókészlete igen változatos. Ennek a heterogén eredet az oka: az ellentétes mellérendelésnek, az időhatározói mondatoknak, a feltételes mondatoknak, valamint egyes devalválódott főmondatoknak egyaránt szerepük van a létrejöttében – ezt tükrözi a sokrétű kötőszókészlet.
Kötőszavai: pedig (mindig a tagmondat élén); bár; ámbár; bárha; habár; noha; azért; azért, hogy...; jóllehet; ugyan; holott; ha... is; annak ellenére; annak dacára, hogy...; valamint; emellett még az akár-, és bár- előtagú általános névmások.

#### Sajátos jelentéstartalmú mondatok a mondatrészkifejtéstől elszakadva

##### Hasonlító mellékmondat[25]
Két típusa szakadt el a mondatrészkifejtéstől és a tulajdonképpeni hasonlító funkciótól – ezeket nyomatékosító hasonlító mondatoknak szokás nevezni.
1. Olyan mellékmondatok, amelyek a főmondatukat rendszerint megelőzve a cselekvést egy hasonló vagy ellentétes eset felemlítésével nyomatékosítják. Ezek a tagmondategyüttesek mellérendelő értékűek, át is alakíthatók mellérendeléssé. Pl. Vannak szép köntösbe bújtatott ostobaságok, mint ahogy vannak igen jól öltözött ostobák.
2. Azok az álhasonlító mellékmondatok, amelyek a beszélőnek vagy valamely más személynek a véleményét fejezi ki, vagy valamilyen közös tudati tartalékra utalnak. Grammatikai szempontból el is hagyhatók, inkább csak kommunikatív értékűek. Pl. Mint látom, nem vagy túl boldog.

##### Következményes mellékmondat[26]
Két csoportra szakadt azáltal, hogy a tagmondatok közötti szintaktikai függés meglazult és előtérbe került a következményességben is fellelhető ok-okozati viszony.
1. Eredetileg mondatrészkifejtő következményes mondatoknak a csoportja, amelyben a hátravetett, a tagmondathatárra került úgy utalószó és a hogy kötőszó a következtető mellérendelés valamilyen kötőszavával cserélhető fel. Pl. Akarsz kerékpártúrára menni? Először hozd rendbe a biciklidet!
2. Egyes kérdőmondatok, utáni következményes mellékmondatok magyarázó jellegűvé válnak. Pl. Mit vétett az a szegény, hogy ennyit kell szenvednie?

##### Feltételes mellékmondat[27]
Viszonylag sok típusa függetlenedett a mondatrészkifejtéstől:
1. A beszélő nem nyilvánít véleményt arról, hogy a feltétel bekövetkezhet-e. A mellékmondat állítmánya ilyenkor kijelentő módú. Pl. Ha sikerül, mindenki számára van remény.
2. A beszélő bizonytalan a feltétel és a következmény megvalósulásában. A tagmondatok állítmánya többnyire feltételes mód jelen idejű. Pl. Ha te is ott lennél, jobban mennének a dolgok.
3. A beszélő tudja, hogy a feltétel és a következménye nem valósulhat meg, bekövetkeztük irreális. A tagmondatok állítmánya rendszerint feltételes mód múlt idejű. Pl. Ha nem építettek volna atomerőműveket, nem lettek volna atombalesetek.
4. A beszélő a feltételt tényként fogadja el, és ezzel mintegy nyomósítja a főmondatban foglaltakat. A mellékmondat állítmánya kijelentő módú, a főmondatok rendszerint kérdő mondatok. Pl. Ha előre láttad a nehézségeket, miért nem igyekeztél jobban?
5. A mellékmondatok modális jellegűek, csupán vélekedést fejeznek ki a főmondatbeli esemény lehetséges voltát illetően, vagy udvariassági formulák. Pl. Ha lehet, adjatok hírt magatokról!
6. A feltételes viszony mellérendelő tagmondategyüttes, esetleg két külön mondat formájában fejeződik ki. Ezek a kötőszó nélküli feltételes mondatok. Pl. Semmi gondom nem volna, csak lenne már itt a nyári szünet!
7. A főmondatukat vesztett, önállósult feltételes mellékmondatok az óhajtó mondatok egyik típusát alkotják. Pl. Ó, ha itt lehetnél.

##### A megengedő mellékmondatok[28]
Ezt köti a legkevesebb szál a mondatrészkifejtéshez. Ez a típus a sajátos jelentéstartalmú mellékmondatok közül szemantikailag és szintaktikailag is a legbonyolultabb csoport. A megengedés többnyire fonák okságot fejez ki, és mint ilyen tagja egy oksági viszonyt különféle grammatikai formákban megvalósulható csoportnak.
Szokatlanul nagy számú és heterogén a kötőszókészlete: ám; ámbár; habár; bárha; ha; ha... is; holott; jóllehet; pedig; azért; hogy; annak ellenére; annak dacára, hogy; noha; ugyan; akár; bár-, akár- előtagú általános névmások; hiába; ám. Ezek nem egyformán kötőszó jellegűek, vannak csak nyomatékosító, ráhagyó jelentésűek, pl. az ugyan és az ám. Bár a formából az következne, hogy bármely kötőszó bevezethet elől vagy hátul álló tagmondatot, ez ebben az esetben nincs így. Például a pedig és a holott csak főmondat-mellékmondat sorrendben használható.